# Felix Resch
Felix Resch (Brixen, 31 juli 1957) is een Italiaans componist, muziekpedagoog en dirigent. 

## Levensloop
Resch studeerde aan het Conservatorium "Claudio Monteverdi" te Bozen compositie, koormuziek en koordirectie bij onder andere Francesco Valdambrini. In 1981 behaalde hij zijn diploma in koormuziek en koordirectie. In 1985 werd hij professor voor harmonie en muziektheorie aan zijn Alma Mater, het Conservatorium "Claudio Monteverdi" te Bozen. Sinds oktober 2008 is hij directeur van het conservatorium. 
Als dirigent staat hij voor het vocaalensemble Ars cantandi uit Bruneck en was van 1987 tot 1995 dirigent van de Haslacher Singkreis Bozen. 
Hij werd als dirigent, maar ook als componist uitgenodigd tot vele gerenommeerde internationale festivals en wedstrijden van het eigentijdse muziekleven, zoals tot festivals in Antwerpen, Triëst, Uster, Interlaken, Verona, Szombathely, Riva del Garda, Arezzo, Recklinghausen, Innsbruck en Praag. Hij won verschillende prijzen en werd onderscheiden met onder andere in Pontremoli (3e prijs bij de compositiewedstrijd voor didactiek 2001), in Vittorio Veneto bij de nationale koorwedstrijden, met de compositiesprijs van de "Arbeitsgemeinschaft Europäischer Chorverbände" (AGEC) in 1998 voor zijn werk ...über allen Gipfeln ist Ruh..., in Verona (in 1998 tijdens de internationale koorwedstrijd), in Innsbruck (in 1996 bij het Festival voor het werk Scherzo), in Corciano (in 1988 2e prijs bij de Internationale Compositiewedstrijd te Corciano) en in Linz (in 1986 3e prijs bij de internationale compositiewedstrijd "Arge Alpen-Adria"). 

## Composities

### Werken voor orkest
- 1982 Perspektive I, voor orkest
- 1983 Perspektive II, voor instrumenten en orkest
- 1999 Bruneck, symfonisch gedicht voor orkest
- 2006 TransParent, voor kamerorkest

### Werken voor harmonieorkest
- 1985 Perspektive III, voor harmonieorkest (bekroond met de 2e prijs bij de Internationale Compositiewedstrijd te Corciano in 1988)
- 1994 kaseriade, voor gemengd koor en harmonieorkest
- 1994 Preghiera, voor harmonieorkest
- 1994 Hymn

### Missen en gewijde muziek
- 1992 Proprium Missae Herz Jesu, voor gemengd koor en orgel
- 2008 Freinagmentez, voor gemengd koor - ter gedachtenis aan de voor 100 jaar overleden Heilige Josef Freinademetz - première: 10 oktober 2008, Milland, Freinademetz-kerk

### Oratoria
- 1988 Michael Pacher - Sein Leben in Wort und Musik, oratorium voor spreker, solisten, gemengd koor en orkest - tekst: Karl Lubomirski - première: 25 september 1998, Bruneck

### Werken voor koren
- 1984 Tiramisú, voor gemengd koor
- 1984 7+6-4+3-9+5-8, voor gemengd koor
- 1985 Vers XVIII, voor gemengd koor
- 1993 Kaser chorlieder, voor gemengd koor
- 1994 Kaseriade, voor gemengd koor en harmonieorkest
- 1995 scherzo, voor gemengd koor en instrumentaalensemble
- 1996 krahmoos II, voor kamerkoor - tekst: Gedichten van Norbert C. Kaser
- 1996-1997 Adagio, voor gemengd koor en strijkorkest
- 1996 Requiem für eine Kulturwiese, voor gemengd koor
- 2006 Horizontale Verschiebungen
- 2006 Wachsamkeit, voor gemengd koor
- In Klausen isch Kirchtig, voor gemengd koor en vrouwenkoor (samen met: Oswald Jaeggi)

### Vocale muziek
- 1984 Zwei Gesänge, voor alt en piano
- 1984 Strade segnate, voor solisten, gemengd koor en orkest
- 1995 ...über allen Gipfeln ist Ruh..., voor bariton en unisono koor
- 1999 Der Flugplatz-Song, voor zangstem en piano - tekst: Stefan Winkler

### Kamermuziek
- 1979 Strijkkwartet
- 1980 Praeludium, voor klarinet en strijkkwartet
- 1981 Vier Miniaturen, voor viool, cello en piano
- 1984 Spiegel, voor dwarsfluit en fagot
- 1984 Broken Consort, voor piano en 2 slagwerkers
- 1985 Drei Stücke, voor strijkkwartet
- 1985 Ohm 3, voor blazers
- 1985 Zwei Ohm, voor dwarsfluit en gitaar
- 1986 Kein Choral, voor blazers
- 1986 Zu Bantua in Manden, voor blazers
- 1989 Exposition, Durchführung, Reprise, voor viool en piano
- 1992 Triade, voor 4 trompetten, hoorn, 4 trombones en tuba
- 1996 Bilder einer Ausstellung, voor strijkkwartet
- 2000 T.T.T. 1908, voor blazers - première: 8 juli 2000, Toblach, Kulturzentrum Grand Hotel
- 2006 Un comun sospiro, voor instrumentaalensemble

### Werken voor piano
- 1985 Cadenz
- 1996 Hoquettus

### Werken voor gitaar
- 1981 Suite, voor vier gitaren
- 1987 Cadenz